# Галактична енциклопедія
Галактична енциклопедія (Енциклопедія Чумацького шляху) — вигадана енциклопедія, що містить знання всіх цивілізацій, що населяють нашу Галактику. Ім'я подібне до існуючої Encyclopædia Britannica.

## Галактична енциклопедія Азімова
Галактична Енциклопедія вперше згадана в оповіданні «Фундація» (Astounding Science Fiction, травень 1942), яке пізніше стало розділом «Енциклопедисти» роману «Фундація» (1951).
Галактична енциклопедія була повним зібранням знань Галактичної імперії Трентора, призначена уберегти ці знання на віддаленій планеті на випадок галактичної катастрофи.
Пізніше виявляється, що "Енциклопедія" була частиною плану по концентрації перспективних вчених на бідній ресурсами планеті, що мали сприяти становленню нової технологічно-могутньої та керованої науковцями Другої Галактичної імперії в найкоротші строки. Науковці повинні були керуватися розробленим Гарі Селдоном планом Селдона, для уникнення небезпек для імперії.